# Якінель
Якінель (Якін-ілум) (д/н — сер. XVIII ст. до н. е.) — цар міста-держави Бібл близько 1770—1765 роках до н. е. (за іншою хронологією — 1765—1750 роки до н. е.) В аккадських написах відомий як Рейєн.

## Життєпис
Походив з династії Абішему. Ймовірно, син царя Іпшемуабі I. За археологічними розвідками припускається, що час панування цього царя відповідає періоду володарювання фараона Схотепібра. Втім інші дослідники вважають, що йому передував Абішему II. Також є згадки про царя Рібадді (Рід-Адда), який панував у той самий час. Можливо відбувалося спільне керування, або Рібадді вкрай нетривало панував.
Продовжив політику попередників, зберігаючи вірність єгипетським фараонам. Підтримував тісні культурні та торгівельні зв'єски з Єгиптом. Відома гробниця Якінеля в Біблському некрополі (№ 3), яка збереглася частково. Йому спадкував син Янтін-Амму.